# Скаут по неволя
„Скаут по неволя“ е американски игрален филм (комедия, приключенски) от 1995 година на режисьора Грег Бийман и по сценарий на Джон Джордан, Дани Байърс, Томи Суердлоу и Майкъл Голдбърг. Оператор е Тео ван де Санд. Музиката е композирана от Бил Конти. Филмът излиза на екран от 4 август 1995 г.